# Gros tournois
Pour l’article homonyme, voir Gros.

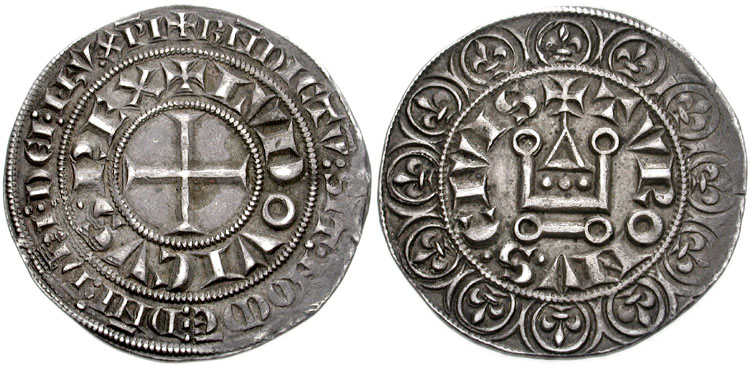
Gros tournois de 1266 mentionnant Ludovicus Rex (avers).

Le gros tournois, ou gros de saint Louis,, est une ancienne pièce de monnaie d'argent française, créée par saint Louis par l'ordonnance du 24 juillet 1266.

## Description
Le gros tournois était légalement taillé au marc de Paris d'argent-le-roi à raison de 58 pièces de monnaie dans 244,752 9 g d'argent à 23/24e, soit 4,044 g d'argent pur.
Au sortir des ateliers, le gros d'argent pèse 4,22 grammes à 958,33 ‰, et vaut 1 sou, soit 12 deniers tournois ou 1/20e de livre tournois (équivalence de l'époque : 1 livre = 20 sous = 20 gros tournois = 240 deniers, donc 1 sou = 12 deniers). Au fil des décennies, le poids tombe en dessous de 4 g.
Au droit, à l'avers, on trouve la croix pattée entourée, en latin, de la titulature du roi et d'une légende gravée sur le bord extérieur, en abrégé : BNDICTV:SIT:NOME:DNI:NRI:DEI:IHV:XPI, soit « béni soit le nom de notre Seigneur Jésus-Christ ».
Au revers, on trouve l'inscription latine TVRONVS CIVIS, soit « cité de Tours », avec au centre la représentation stylisé du châtel tournois, le tout entouré d'une bordure de douze fleurs de lys.

## Historique
Le gros d'argent est créé après la Septième croisade (1248-1254), après que saint Louis eut découvert le système monétaire arabe. Lors du même mouvement de réforme, il crée aussi les premières émissions d'or du royaume, les écus d'or, mais ceux-ci en nombre très limité, dans un but purement politique.
Le denier parisis et l'écu d'or sont des échecs, et le très petit nombre de ces pièces qui ont été conservées en témoigne. En revanche le gros tournois est une très grande réussite non seulement en France, mais sur le marché international. Son succès de longue durée se poursuivra au XIVe siècle, même au temps des grands troubles monétaires. Il se situe avec bonheur dans un créneau monétaire correspondant à d'importants besoins.
Les gros tournois, eux, sont fabriqués en abondance pour s'intégrer dans le système monétaire complexe de l'époque.
Ils font partie des monnaies les plus imitées au Moyen Âge, tant par les seigneurs laïques que par les évêques ou abbayes. Leur frappe se prolonge jusqu'à la fin du Moyen Âge.
Le gros tournois disparaît au XVIe siècle, remplacé par le teston.